# IC 3649
IC 3649 је елиптична галаксија у сазвјежђу Береникина коса која се налази на листи објеката дубоког неба у Индекс каталогу.
Деклинација објекта је + 21° 6' 16" а ректасцензија 12h 40m 49,7s. Привидна величина (магнитуда) објекта IC 3649 износи 15,5 а фотографска магнитуда 16,5.